# Sơn Phước
Sơn Phước là một xã thuộc huyện Sơn Hòa, tỉnh Phú Yên, Việt Nam.
Xã Sơn Phước có diện tích 91,95 km², dân số năm 1999 là 2673 người, mật độ dân số đạt 29 người/km².